# Astragalus damghanensis
Astragalus damghanensis es una especie de planta del género Astragalus, de la familia de las leguminosas, orden Fabales.

## Distribución
Astragalus damghanensis se distribuye por Irán.

## Taxonomía
Fue descrita científicamente por Podlech. Fue publicada en Feddes Repert. 116: 78 (2005).